# منتخب البرازيل تحت 20 سنة لكرة القدم للسيدات
منتخب البرازيل تحت 20 سنة للسيدات لكرة القدم هو ممثل البرازيل الرسمي في المنافسات الدولية في كرة القدم في فئة كرة قدم تحت 20 سنة للسيدات.